# Chase (Maryland)
 (mars 2023).
Si vous disposez d'ouvrages ou d'articles de référence ou si vous connaissez des sites web de qualité traitant du thème abordé ici, merci de compléter l'article en donnant les références utiles à sa vérifiabilité et en les liant à la section « Notes et références ».
 (mai 2022).
La mise en forme du texte ne suit pas les recommandations de Wikipédia : il faut le « wikifier ».
Les points d'amélioration suivants sont les cas les plus fréquents :
- Les titres sont pré-formatés par le logiciel. Ils ne sont ni en capitales, ni en gras.
- Le texte ne doit pas être écrit en capitales (les noms de famille non plus), ni en gras, ni en italique, ni en « petit »…
- Le gras n'est utilisé que pour surligner le titre de l'article dans l'introduction, une seule fois.
- L'italique est rarement utilisé : mots en langue étrangère, titres d'œuvres, noms de bateaux, etc.
- Les citations ne sont pas en italique mais en corps de texte normal. Elles sont entourées par des guillemets français : « et ».
- Les listes à puces sont à éviter, des paragraphes rédigés étant largement préférés. Les tableaux sont à réserver à la présentation de données structurées (résultats, etc.).
- Les appels de note de bas de page (petits chiffres en exposant, introduits par l'outil «  Source ») sont à placer entre la fin de phrase et le point final[comme ça].
- Les liens internes (vers d'autres articles de Wikipédia) sont à choisir avec parcimonie. Créez des liens vers des articles approfondissant le sujet. Les termes génériques sans rapport avec le sujet sont à éviter, ainsi que les répétitions de liens vers un même terme.
- Les liens externes sont à placer uniquement dans une section « Liens externes », à la fin de l'article. Ces liens sont à choisir avec parcimonie suivant les règles définies. Si un lien sert de source à l'article, son insertion dans le texte est à faire par les notes de bas de page.
- La présentation des références doit suivre les conventions bibliographiques. Il est recommandé d'utiliser les modèles {{Ouvrage}}, {{Chapitre}}, {{Article}}, {{Lien web}} et/ou {{Bibliographie}}. Le mode d'édition visuel peut mettre en forme automatiquement les références.
- Insérer une infobox (cadre d'informations à droite) n'est pas obligatoire pour parachever la mise en page.

Pour une aide détaillée, merci de consulter Aide:Wikification.
Si vous pensez que ces points ont été résolus, vous pouvez retirer ce bandeau et améliorer la mise en forme d'un autre article.
Pour les articles homonymes, voir Chase.
Chase est une commune non incorporée (unicorporated community) du Comté de Baltimore dans le Maryland.

## Géographie
Chase se situe au Nord-Est de Baltimore. La communauté se situe sur la rive ouest du fleuve Gunpowder. Au sud, se situe la Saltpeter Creek et au nord, la rivière Bird.

## Histoire
Chase a été fondé en 1850 sous le nom de Chase's Station (La gare de Chase), étant un arrêt de la Baltimore Railroad. Après la guerre Civile Américaine, la communauté a gagné de la population, principalement des esclaves noirs, qui ont établi des fermes et des résidences le long  de l'Eastern Avenue Extended. Chase est resté une ville principalement peuplée d'Afro-Américains jusqu'au milieu du XXe siècle.
Durant la Seconde Guerre mondiale, la communauté voit arriver beaucoup d'habitants grâce à l'implantation d'une usine de fabrication d'avions à Middle River.
Le 12 mai 1959, un avion ayant décollé de l'aéroport de La Guardia se dirigeant vers Atlanta s'écrase à Chase.
Dans les années 1970, une station radio est installé à Chase pour protéger la côte est d'une potentielle attaque.
Dans les années 1980, Chase est rattaché au code postal nouvellement créé de Middle River,perdant ainsi son bureau de poste (des boîtes sont quand même installées). Le nouveau ZIP code est 21220. L'ancien était: 21027.
Le 4 janvier 1987, le train 94 de Amtrak s'écrase contre des locomotives Conrail à Chase. Une enquête révèle que le conducteur du Conrail aurait fumé de la marijuana. Passant de nombreux signaux d'alertes. Le crash fait 16 victimes dans le train Amtrak, faisant de cet accident, le plus meurtrier qu'Amtrak ait jamais connu à ce jour.
Depuis les années 1990, de nombreux efforts ont été faits pour réanimer Chase, notamment par la construction de trottoir le long de l'Eastern Avenue Extended ou par l'ouverture d'un lotissement appelé "Whispering Woods". La route MD 43 a aussi été ouverte en 2006.